# Stewart River (Yukon)
Pour les articles homonymes, voir Stewart.
Stewart River est une localité du Yukon au Canada, situé au confluent de la rivière Stewart et du fleuve Yukon. C'était le lieu d'un ancien comptoir ouvert en 1880 avant la Ruée vers l'or du Klondike, qui servait d'hébergement aux prospecteurs qui exploitaient les filons de la rivière Stewart. 
Actuellement, il ne reste que quelques chalets en ruine. Une seule famille y habitait encore en 1980.